# Фотиния
Фотиния (лат. Photinia) — род деревьев или кустарников семейства Розовые (Rosaceae), распространённый в Южной и Восточной Азии, а также в Северной Америке.

## Ботаническое описание

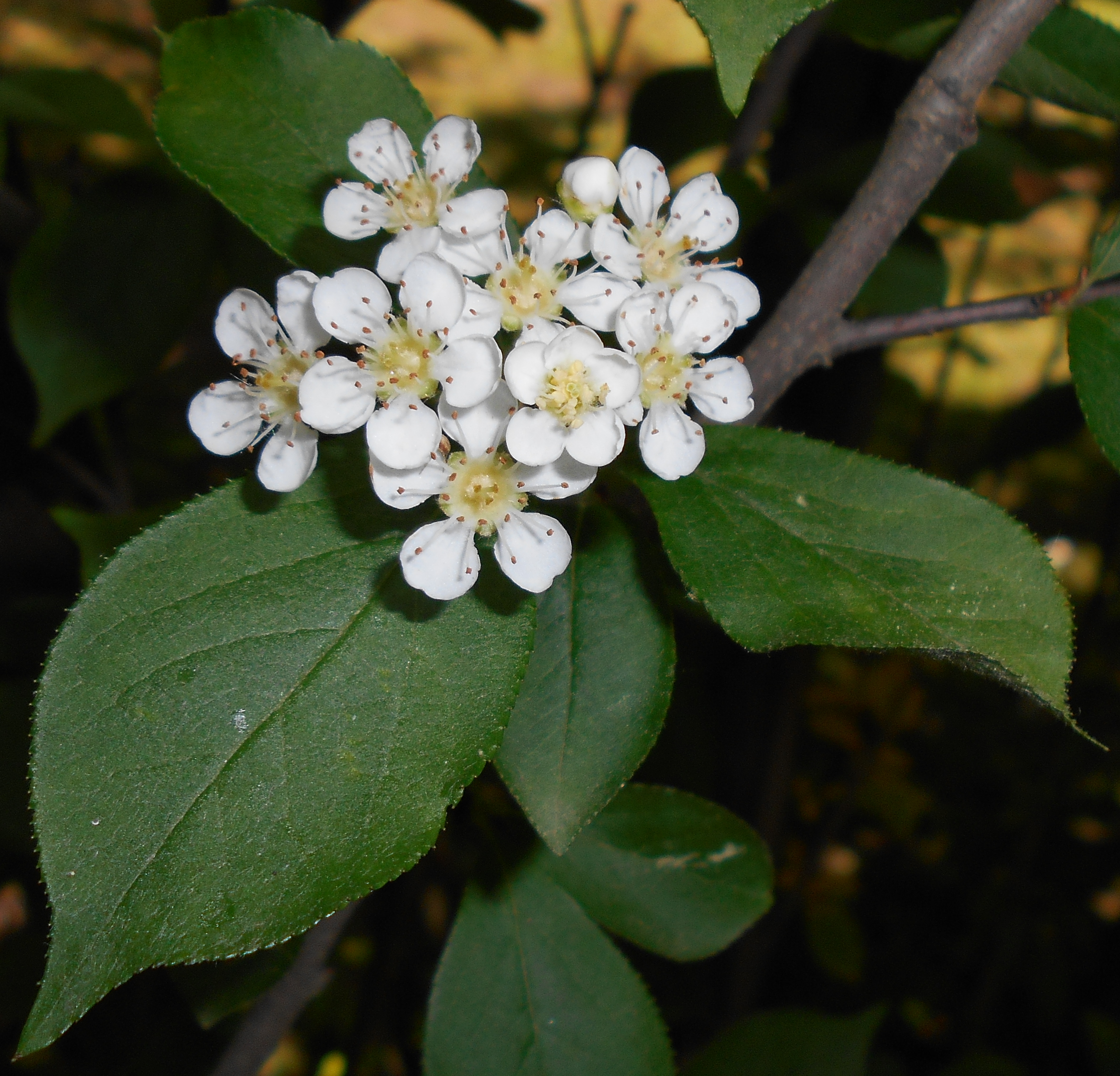
Photinia villosa, соцветие

Зимнезелёные, реже листопадные деревья или кустарники до 15 м высотой, с цельными, пильчато-зубчатыми листьями.
Цветки обоеполые, актиноморфные, 5—12 мм в диаметре, пятичленные, с двойным околоцветником, в верхушечных щитковидных или метёлковидных соцветиях. Чашечки в нижней части срастаются с сильно вогнутым цветоложем, образуя гипантий, позднее срастающийся и с завязью; чашелистики короткие, при плодах не опадающие, лепестки белые, почти округлые, много длиннее чашелистиков. Тычинок 10—20. Гинецей из 2(5) сросшихся между собой, а позднее и с гипантием плодолистиков; завязь с 2(5) сросшимися почти до середины стилодиями и 1—2 семязачатками в каждом из 2 гнёзд.
Плоды яблокообразные, шаровидные, 4—6 мм в диаметре, красные, с (1)2—4 семенами.

## Систематика

### Таксономическое положение
Род Фотиния входит в подсемейство Сливовые (Amygdaloideae) семейства Розовые (Rosaceae).
|  |                     |  |                          |                          |                       |  | ещё 2 или 3 подсемейства |                    |                    |                |
|  |                     |  |                          |                          |                       |  |                          |                    |                    | около 40 видов |
|  |                     |  |                          | семейство Розовые        |                       |  |                          |                    | род Фотиния        |                |
|  |                     |  |                          | семейство Розовые        |                       |  |                          |                    | род Фотиния        |                |
|  | порядок Розоцветные |  |                          |                          | подсемейство Сливовые |  |                          |                    |                    |                |
|  | порядок Розоцветные |  |                          |                          |                       |  |                          |                    |                    |                |
|  |                     |  | ещё 8 семейств (APG III) | ещё 8 семейств (APG III) |                       |  |                          | ещё около 60 родов | ещё около 60 родов |                |
|  |                     |  |                          | ещё 8 семейств (APG III) |                       |  |                          |                    | ещё около 60 родов |                |

## Виды
По информации базы данных Plants of the World Online, род включает 38 видов:
- Photinia anlungensis T.T.Yu
- Photinia arbutifolia Lindl.
- Photinia berberidifolia Rehder & E.H.Wilson
- Photinia chihsiniana K.C.Kuan
- Photinia chingiana Hand.-Mazz.
- Photinia chingshuiensis (T.Shimizu) T.S.Liu & H.J.Su
- Photinia crassifolia H.Lév.
- Photinia cucphuongensis T.H.Nguyên & Yakovlev
- Photinia davidiana (Decne.) Cardot
- Photinia fokienensis (Finet & Franch.) Franch. ex Cardot
- Photinia ×fraseri Dress [= Photinia glabra × Photinia serratifolia]
- Photinia glabra (Thunb.) Jacob-Makoy
- Photinia griffithii Decne.
- Photinia guerreris J.B.Phipps
- Photinia hirsuta Hand.-Mazz.
- Photinia impressivena Hayata
- Photinia integrifolia Lindl.
- Photinia lanuginosa T.T.Yu
- Photinia lasiogyna (Franch.) C.K.Schneid.
- Photinia lindleyana Wight & Arn.
- Photinia lochengensis T.T.Yu
- Photinia loriformis W.W.Sm.
- Photinia matudae Lundell
- Photinia megaphylla T.T.Yu & T.C.Ku
- Photinia mexicana Hemsl.
- Photinia microcarpa Standl.
- Photinia oblongifolia Standl.
- Photinia prionophylla (Franch.) C.K.Schneid.
- Photinia prunifolia (Hook. & Arn.) Lindl.
- Photinia pustulata Lindl.
- Photinia serratifolia (Desf.) Kalkman typus[1] — Фотиния пильчатая
- Photinia sorbifolia W.B.Liao & W.Guo
- Photinia stenophylla Hand.-Mazz.
- Photinia taishunensis G.H.Xia, L.H.Lou & S.H.Jin
- Photinia tushanensis T.T.Yu
- Photinia undulata (Decne.) Cardot
- Photinia wrightiana Maxim.
- Photinia zhejiangensis P.L.Chiu